# Bindebåge
En bindebåge används vid notskrift och förbinder två nothuvuden för att markera att noterna ska bindas samman. Det finns två helt olika situationer där bindebåge används:
1. två noter står på var sin sida om ett taktstreck eller i olika taktdelar, men ska klinga oavbrutet som ett längre notvärde.
2. för att markera legato, det vill säga att tonerna inte ska skiljas åt med ett kort uppehåll. Bågen benämns i detta fall även som legatobåge.